# Liga 3 (Georgië)
De Liga 3, voorheen Meore Liga,  is het derde niveau van het voetbal in Georgië.
De competitie werd in 1990 gestart en bestaat uit 26 clubs, verdeeld over twee groepen. De bovenste twee teams van de ranglijst promoveren naar de Erovnuli Liga 2. Sinds 2017 is er één poule en is er degradatie naar de Liga 4.

## Kampioenen

### Meore Liga
| Seizoen | West                                       | Oost                                       | Centraal                                   |
| ------- | ------------------------------------------ | ------------------------------------------ | ------------------------------------------ |
| 2011–12 | Tsjichoera Satsjchere II                   | Sasco Tbilisi                              | —                                          |
| 2012–13 | Machatsjkela Chelvatsjaoeri                | Kartli 2011                                | —                                          |
| 2013–14 | Lazika Zoegdidi                            | Bordzjomi                                  | —                                          |
| 2014–15 | Imereti Choni                              | Tschoemi Sochoemi                          | FC Liachvi Tschinvali                      |
| 2015–16 | Soelori Vani                               | Gardabani                                  | Mark Stars                                 |
| 2016    | Overgangsseizoen, geen winnaars aangewezen | Overgangsseizoen, geen winnaars aangewezen | Overgangsseizoen, geen winnaars aangewezen |

### Liga 3
| Season | Winnaar                | Runner-up              | Derde plaats        |
| ------ | ---------------------- | ---------------------- | ------------------- |
| 2017   | Sjevardeni 1906        | Nortsji Dinamo Tbilisi | Telavi              |
| 2018   | Zoegdidi               | Bachmaro Tsjochataoeri | Goeria Lantsjchoeti |
| 2019   | Merani Martvili        | Samgoerali Tskaltoebo  | Aragvi Doesjeti     |
| 2020   | FC Garedzji Sagaredzjo | Kolcheti 1913 Poti     | FC Gori             |
| 2021   | FC Spaeri              | Kolcheti 1913 Poti     | Tbilisi City FC     |
| 2022   | FC Dinamo Tbilisi-2    | Kolcheti 1913 Poti     | FC Kolcheti Chobi   |
| 2023   | FC Aragvi Doesjeti     | SFC Sjtoermi           | FC Roestavi         |

FC Bachmaro ·
FC Betlemi Keda ·
FK Bordzjomi ·
FC Gardabani ·
Gori · 
Goeria Lantsjchoeti · 
FC Gonio ·
Iberia 1999 2 · 
Lokomotivi Tbilisi-2 ·
FC Matsjachela Chelvatsjaoeri ·
Merani Martvili ·
Merani Tbilisi ·
FK Mesjachte Tkiboeli ·
FC Orbi Tbilisi ·
FC Varketili ·
FC Zestafoni
Albanië ·
België (tot 2016 / vanaf 2016) · 
Bulgarije ·
Cyprus · 
Denemarken · 
Duitsland · 
Engeland · 
Estland · 
Finland · 
Frankrijk · 
Georgië · 
Gibraltar ·
Griekenland · 
Italië · 
Ierland · 
Kroatië · 
Luxemburg · 
Nederland · 
Noord-Ierland · 
Noord-Macedonië · 
Noorwegen · 
Oekraïne · 
Oostenrijk · 
Polen · 
Portugal · 
Roemenië · 
Rusland · 
Schotland · 
Servië · 
Slovenië · 
Slowakije · 
Spanje (tot 2021 / vanaf 2021) · 
Tsjechië (Moravië / Bohemen) ·
Turkije · 
Wales · 
Zweden · 
Zwitserland